# 謝東裕
謝東裕（1986年12月24日—），藝名牙膏，臺灣男藝人，是Channel V電視節目《模范棒棒堂》第一屆第三代的成員。有「口臭」的節目效果（事實上在節目上檢測過並沒有口臭），怕高又怕水（怕水這一點已在畢業後改善，並開始習泳），因而常被取笑是膽小鬼，曾表示偶像是棒棒堂的敖犬，還曾表示欣賞黑Girl的丫頭和黑澀會美眉的米奇。他在節目上，常表演「肚皮舞」以及「掃垃圾舞」，而他最擅長的就是「KRUMP」舞蹈。
牙膏在模范棒棒堂節目當中被選中為棒棒堂二軍其中一員，成為半出道藝人，聯同其他棒棒堂二軍（宅男塾）成員出過《冒險世界‧宅男塾》EP。但到了8月13日，《模范棒棒堂》錄影節目時公佈了牙膏未能選上模范七棒成員。
第一屆模范棒棒堂成員畢業後，牙膏開始進行了一系列的新嘗試。包括出個人專輯，以及創立自己的衣服品牌。已婚，育有兩子，於2014年12月入伍12天。

## 經歷
牙膏為台灣Channel V節目《模范棒棒堂》第一屆第三代成員，在模范棒棒堂節目上，牙膏被選為棒棒堂二軍半出道藝人，在棒棒堂二軍PK戰時是屬於「宅男塾」。可是到了2008年8月13日，《模范棒棒堂》錄影第一屆最後一集節目時，Channel V頻道總監張世明（Andy）表示牙膏雖然表現出色亦相當努力，但卻顯得有點獨立，沒有融入棒棒堂二軍的團體環境當中，所以未能選上模范七棒正式出道成員。
於是在模范棒棒堂畢業之後，創了自己的個人品牌，之後他更被火星人音樂唱片公司簽下，成為歌手，於2009年1月推出他的首張個人EP《改變》，主打歌為「夢不遠」。
2011年4月再度簽約，決定於7月發行第二張EP《沒有牙刷的牙膏》。而在同年12月發行第一張專輯《狗熊也有夢》
2012年主演電影《幸福三角地》。電影中飾演校園中的問題學生「阿男」，是一個樂觀開朗，不過卻因為生長在一個問題家庭的早熟大男孩。在《幸福三角地》裡謝東裕為了追求美女校花，又彈吉他又唱歌展現拿手才藝；雖然追到了校花，可是之後卻因為家庭因素而失戀。
2014年上《康熙來了》節目，宣布結婚三年，育有兩子

## 戲劇
- 華視《換換愛》客串（第一集）(2007年6月3日)
- 民視《新兵日記》飾演班長－王宗元(牙膏)（2010年7月2日）
- 電影《三角地》飾演阿男－（2012年11月18日）
- 大愛《車站人生》飾演建良－（2017年6月15日）
- 三立《金家好媳婦》飾演牙膏－（2018年1月9日）

## 參與主持、演唱會及唱片

### 節目主持
- Channel V
  - 《模范棒棒堂》第一屆成員（2006年8月17日至2008年8月29日）
  - 《VJ普普風》（2007年至2008年，主持）
  - 《流行in House》（2007年至2008年，參與錄影）

### 唱片
- 2008年7月11日（出道前決戰）- 公主幫及宅男塾同步推出《冒險世界》EP
  - 公主幫EP內容：
    - 《冒險世界》fantasy version、《公主徹夜未眠》、《年輕不要留白》
    - 「公主幫攻略」24p全彩寫真冊（內附粉絲最愛投票卡﹑花美男so cute人形紙卡）

  - 宅男塾EP內容：
    - 《冒險世界》dance power version、《阿宅失眠日記》、《逍遙遊》
    - 「宅男塾天書」24p全彩寫真冊（內附粉絲最愛投票卡﹑美型男so cool人形紙卡）

### 個人EP
- 2009年  《改變》
- 2011年  《正氣歌》

### 個人專輯
- 2011年  《正氣歌》

### 宅男塾MV
| 歌手                 | MV名稱           | 首播時間                        | 首播頻道          | 參與成員   |
| -------------------- | ---------------- | ------------------------------- | ----------------- | ---------- |
| 棒棒堂二軍（宅男塾） | 《冒險世界》     | 2008年6月25日晚上十一時五十五分 | Channel V（台灣） | 宅男塾成員 |
| 棒棒堂二軍（宅男塾） | 《阿宅失眠日記》 | 2008年7月22日晚上十時五十五分   | Channel V（台灣） | 宅男塾成員 |

### 個人MV
| 歌手   | MV名稱                 | 專輯名稱           | 參與成員           |
| ------ | ---------------------- | ------------------ | ------------------ |
| 謝東裕 | 《正氣歌》             | 《正氣歌》         | 謝東裕             |
| 謝東裕 | 《愛情榮耀屬於我》     | 《沒有牙刷的牙膏》 | 謝東裕             |
| 謝東裕 | 《狗熊也有夢》         | 《狗熊也有夢》     | 謝東裕、毛弟、王子 |
| 謝東裕 | 《不是讓你口臭的牙膏》 | 《狗熊也有夢》     | 謝東裕             |
| 謝東裕 | 《I am a good man》    | 《狗熊也有夢》     | 謝東裕             |
| 謝東裕 | 《黑色的快樂愛情》     | 《狗熊也有夢》     | 謝東裕             |

### 演唱會
- 2008年1月26日 - 棒棒堂夢想出發‧閃耀小巨蛋演唱會（表演嘉賓）（「十四棒」時代）共同演出
- 2008年3月22日 - 模范棒棒堂二軍選拔PK戰－15分鐘Mini Concert表演（台北新光三越A8館戶外廣場舉行、「十四棒」時代）

### 台灣以外活動
- 2008年6月9日 - 香港屯門市廣場 - 所有成員；舉行《終極之戰》，分組比舞，獻唱新歌《冒險世界》，之後聯合所有觀眾的批判及表現，於同年八月至九月選出正式出道之五人。是次活動前，二軍來港的時候吸引過百名粉絲接機，場面混亂，有粉絲跌倒。（活動上籌得5千元善款將捐予香港世界宣明會，協助四川賑災。[2]）

## 外部連結
- 全球牙粉通訊社的Facebook專頁
- 牙膏個人官方網站（唱片公司）